# Metodiusz Bartnik
Metodiusz Bartnik (ur. 15 października 1914 w Ostrowcu Świętokrzyskim, zm. 8 listopada 2001) – polski inżynier metalurg, poseł na Sejm PRL III kadencji.

## Życiorys
Był synem Marcelego. Uzyskał wykształcenie wyższe, z zawodu inżynier metalurg. Pracował na stanowisku dyrektora ekonomicznego Huty im. Marcelego Nowotki w Ostrowcu Świętokrzyskim. Był również korespondentem „Słowa Ludu” oraz „Gazety Ostrowieckiej”. W 1954 został absolwentem Wydziału dla Pracujących (w zakresie konstrukcji stalowych) Technikum Hutniczo-Mechanicznego w Ostrowcu Świętokrzyskim. Wstąpił do Polskiej Zjednoczonej Partii Robotniczej. W 1961 uzyskał mandat posła na Sejm PRL z okręgu Ostrowiec Świętokrzyski. W trakcie pracy w parlamencie zasiadał w Komisji Handlu Zagranicznego oraz w Komisji Przemysłu Ciężkiego, Chemicznego i Górnictwa.
Odznaczony Srebrnym Krzyżem Zasługi (1953).
Pochowany na cmentarzu komunalnym w Ostrowcu Świętokrzyskim.